# 1824

## Esdeveniments
Països Catalans
Resta del món
- 25 de març – Rio de Janeiro (el Brasil): l'emperador Pere I jura la primera constitució del país independent, de caràcter liberal.[1]
- 7 de maig: s'estrena la Simfonia núm. 9 de Ludwig van Beethoven.
- Austràlia esdevé topònim oficial del país.
- Batalla d'Ayacucho.
- Anglaterra supera els 600 establiments bancaris.

## Naixements
Països Catalans
- 20 d'abril, Barcelona: Francesc Pi i Margall, president de la Primera República Espanyola i president del consell de Ministres (m. 1901).[2]
- 21 d'abril, Barcelona: Josep Anselm Clavé i Camps, compositor i polític català, creador dels Cors de Clavé (m. 1874).[3]
- 14 d'agost, Mataró: Gertrudis Castanyer i Seda, fundadora de la congregació de les Filipenses Missioneres de l'Ensenyament (m. 1881).[4]
- 11 de desembre, Barcelona: Víctor Balaguer i Cirera, polític liberal, escriptor romàntic i historiador català
- Reus: Eusebi Freixa i Rabassó (Eusebio Freixa y Rabasó), escriptor, funcionari i editor.

Resta del món
- 8 de gener, Londres, Anglaterra: Wilkie Collins, escriptor britànic
- 21 de gener, Estocolm: Bertha Valerius, fotògrafa pionera i pintora sueca (m. 1895).[5]
- 23 de febrer, Loviisa, Finlàndia: Victoria Åberg, pintora paisatgista finlandesa.[6]
- 2 de març, Litomyšl, Bohèmia: Bedřich Smetana, compositor txec
- 4 de març, Fröskogs, Älvsborg, Suècia: Carl Yngve Sahlin, filòsof suec.
- 26 de març, Bains-les-Bains, Vosges: Julie-Victoire Daubié, periodista i primera dona francesa a obtenir el batxillerat (m. 1874).[7]
- 27 de març, 
  - Caroline County: Virginia Minor, activista estatunidenca pel sufragi femení.[8]
  - Olevano di Lomellina, Província de Pavia, Itàlia: Luigi Luzzi, compositor italià
- 12 d'abril, La Haia: Rosa de Vries-van Os, va ser una soprano holandesa (m. 1889).[9]
- 6 de maig, Japó: Tokugawa Iesada, 44è shogun.
- 14 de maig, Corfú: Elena D'Angri, cantant operística grega, que visqué a Barcelona.[10]
- 26 de juny: William Thomson, lord Kelvin, físic, matemàtic i enginyer britànic (m. 1907).[11]
- 12 de juliol, Honfleur, Normandia (França): Louis-Eugène Boudin més conegut com a Eugène Boudin, un dels primers paisatgistes francesos a pintar a l'aire lliure (m. 1898).[12]
- 4 de setembre, Ansfelden, propo de Linz, Alta Àustria: Anton Bruckner, compositor austríac (m. 1896).[13]
- 18 d'octubre, Cabra (Còrdova): Juan Valera y Alcalá Galiano, diplomàtic, polític i escriptor andalús
- 14 de novembre, Linköping: Carl Israel Sandström, organista, professor i compositor suec.
- 15 de novembre, Nova York: Ellen Curtis Demorest, empresària nord-americana, inventora dels patrons de confecció de paper.[14]
- 10 de desembre, Christiania: Aasta Hansteen, pintora, escriptora i feminista noruega.[15]
- 30 de desembre, París: Lydie Lemercier de Nerville, salonnière francesa del segle XIX.[16]

## Necrològiques
Països Catalans
- 11 de novembre - Barcelona: Fèlix Amat de Palou i Pont, escriptor, filòsof, lexicògraf i teòleg jansenista català de la Il·lustració.

Resta del món
- 1 de febrer, Viena, Àustria: Maria Theresia Paradies, pianista, cantant i compositora austríaca (n. 1759).[17]
- 14 de febrer, Tórshavn (Illes Fèroe): Jens Christian Svabo, escriptor i lingüista feroès (n. 1746).[18]
- 2 de març, Boston: Susanna Rowson, actriu, educadora i escriptora estatunidenca, anglesa de naixement, autora de Charlotte Temple, el primer best-seller estatunidenc (n. 1762).[19]
- 13 de març, Londres: Sophia Lee, novel·lista, dramaturga i educadora anglesa (n. 1750).[20]
- 19 d'abril, Missolonghi (Grècia): Lord Byron, poeta romàntic anglès (n. 1788).[21]
- 6 de maig: Milà: Rosa Morandi, soprano italiana de renom (n. 1782).[22]
- 19 de juliol, Tamaulipas, Mèxic: Agustí I de Mèxic, que encapçalà l'efímer Primer Imperi Mexicà. Fou afusellat.[21]
- Possible any de la mort a Teheran de Ali Kuli Khan Qadjar